# Посольство Франции в Буркина-Фасо
Посольство Франции в Буркина-Фасо (фр. Ambassade de France au Burkina Faso) — дипломатическая миссия Французской Республики в Буркина-Фасо. Посольство находится в столице государства, городе Уагадугу.

## История
Дипломатические отношения между Францией и Республикой Верхняя Вольта были установлены 4 августа 1960 года.
В начале октября 2022 года после сентябрьского военного переворота в Буркина-Фасо, организованного капитаном Ибрагимом Траоре, французское посольство в Уагадугу и французский институт культуры в Бобо-Диуласо подверглись нападениям нескольких десятков демонстрантов, поддержавших переворот. Протестующие подожгли защитные барьеры и забросали камнями здание, на крыше которого располагались французские солдаты, а также сорвали колючую проволоку, чтобы попытаться перелезть через стену по периметру посольства. Вскоре, для разгона протестующих с территории посольства был применён слезоточивый газ.
В январе 2023 года Франция по требованию военной хунты Буркина-Фасо отозвала своего посла Люка Халлада, на фоне всплеска антифранцузских настроений.
Посольство Франции в Буркина-Фасо включает в себя: консульский отдел, отдел военного сотрудничества, экономический отдел.

## Послы Франции в Буркина-Фасо
- Пол Массон (1960—1961)
- Жак Равайль (1961—1963)
- Франсис Левассер (1963—1967)
- Рауль Делайе (1967—1973)
- Поль Блан (1973—1977)
- Жан Ле Каннелье (1977—1981)
- Гастон Бойе (1981—1983)
- Жак Ле Блан (1983—1987)
- Ален Дешам (1987—1992)
- Жерар Симон (1992—1995)
- Франсуа Кузен (1995—1999)
- Морис Портиш (1999—2003)
- Франсис Блонде (2003—2006)
- Франсуа Гольдблат (2006—2010)
- Эммануэль Бет (2010—2013)
- Жиль Тибо (2013—2016)
- Ксавье Лапейр де Кабанес (2016—2019)
- Люк Халлад (2019—2023)